# 秋の童話
『秋の童話』（あきのどうわ、原題：가을동화）は、韓国のKBSで2000年9月から11月にかけて放送されたテレビドラマ。韓国で最高視聴率42%を超える大ヒットとなった。ユン・ソクホ監督の『冬のソナタ』『夏の香り』『春のワルツ』へと続く「四季シリーズ」の第1作である。全16回。

## あらすじ
幼いジュンソが父親に連れられて新生児室にいる妹を見に来る。一人になったジュンソが新生児用ベッドの名札を落とし、それに気づいた看護師が新生児2名の名札を本来とは逆に戻してしまう。
ジュンソと妹のウンソは中学生で、二人と両親の家族4人は仲が良い。1年2組のクラス委員選挙でウンソはクラス委員長に選ばれ、学年で成績1位のチェ・シネが副委員長になる。ウンソのスリップが落書きされて校内の木の枝にかけられる騒ぎが起き、ジュンソがシネの仕業を疑って抗議しようとしたとき、ウンソが交通事故にあう。手術を受けるウンソは血液型がB型で共にO型の両親の子ではないことが判明する。父は訪ねた産婦人科医院の記録から実の娘はO型で、同日に生まれたB型の子がいたことを知り、妻を連れて同日に出産した女の家に向かう。訪ね先はほこりっぽいバラックのような食堂で、その暮らしぶりに二人は当惑する。食堂の女主人に出産した産婦人科医院で娘が入れ替わったことを告げると、偶然店の外に来ていたジュンソが聞いてしまう。ウンソは回復し、ジュンソの両親は実の娘には会わず、一家でアメリカに移住して心機一転再出発しようとするが、「ポエムコンテスト」（詩画展）のために訪ねた中学校で食堂の女主人と再会し、その娘がチェ・シネであることを夫婦と息子のジュンソが知る。

## 登場人物
ユン・ジュンソ
演 - ソン・スンホン（子供時代：チェ・ウヒョク）
美術講師。
ユン・ウンソ
演 - ソン・ヘギョ（子供時代：ムン・グニョン）
ホテル職員。
ハン・テソク
演 - ウォンビン
ホテル経営者の息子。
チェ・シネ
演 - ハン・チェヨン（子供時代：イ・エジョン）
スニムの娘として育つ。
シン・ユミ
演 - ハン・ナナ
アメリカでジュンソと共に美術を学んだ。
イ・ギョンハ
演 - ソヌ・ウンスク
ジュンソの母。
ユン教授
演 - チョン・ドンファン
ジュンソの父。
キム・スニム
演 - キム・ヘスク
シネの母。小さい食堂を切り盛りする。
ホテルの支配人
演 - イ・ウォンバル

## 各国での放送・関連商品
韓国のKBSで2000年9月18日から同年11月7日まで毎週月曜と火曜の21時50分から放送された。
中華人民共和国、台湾、タイなどアジア各国でも放送された。

### 日本
日本では2002年から2003年にかけてテレビ朝日、BS日テレやCATV、地方テレビ局、2004年にはWOWOWで、2008年にはテレビ東京やBS11デジタルで放映された。日本版DVDはVAPより2003年に発売された。日本での放送タイトルは『秋の童話 Autumn in My Heart』である。
日本版の吹き替え担当者は以下の通り。
- ユン・ジュンソ役 - 室園丈裕（子供時代 - 小上裕通）[11]
- ユン・ウンソ役 - 湯屋敦子（子供時代 - 相田さやか）[11]
- ハン・テソク役 - 檜山修之[11]
- チェ・シネ役 - 児玉孝子（子供時代 - 加藤優子）[11]
- シン・ユミ役 - 中村千絵[11]
- ユン教授役 - 伊藤和晃[11]
- イ・ギョンハ役 - さとうあい[11]
- キム・スニム役 - 岡本嘉子[11]
- キム役 - 金野恵子[11]
- ユミの母役 - 紗ゆり[11]
- カンヒ役 - 出口佳代[11]

## スタッフ
- 監督 - ユン・ソクホ[1]
- プロデューサー - ユン・ソクホ[1]
- 脚本 - オ・スヨン[8]
- 企画 - イ・ヒョンミン[8]
- 音楽 - パク・チョンウォン[8]

## 音楽
- Reason - チョン・イリョン（エンディングテーマ）
- 祈り - チョン・イリョン（挿入歌）
- どんなに僕が - ユン・チャンゴン（挿入歌）
- 夢の中で - チョン・イリョン
- Main Title（インストルメンタル）
- Romance（インストルメンタル）
- Reason（インストルメンタル）
- 祈り（インストルメンタル）
- どんなに僕が（インストルメンタル）
- 涙（インストルメンタル）

## フィリピン版ドラマ
フィリピンでは『秋の童話』のリメイクを製作し、"Endless Love"と題して2010年にGMAネットワークで放送した。血のつながっていない兄妹であるジョニー役とジェニー役をディンドン・ダンテスとマリアン・リヴェラが演じた。

### フィリピン版リメイクドラマ
- Endless Love - GMA Entertainment（英語）
- Endless Love Full Episodes - YouTubeプレイリスト - GMANetwork（フィリピン語）